# Zmarszczka nakątna

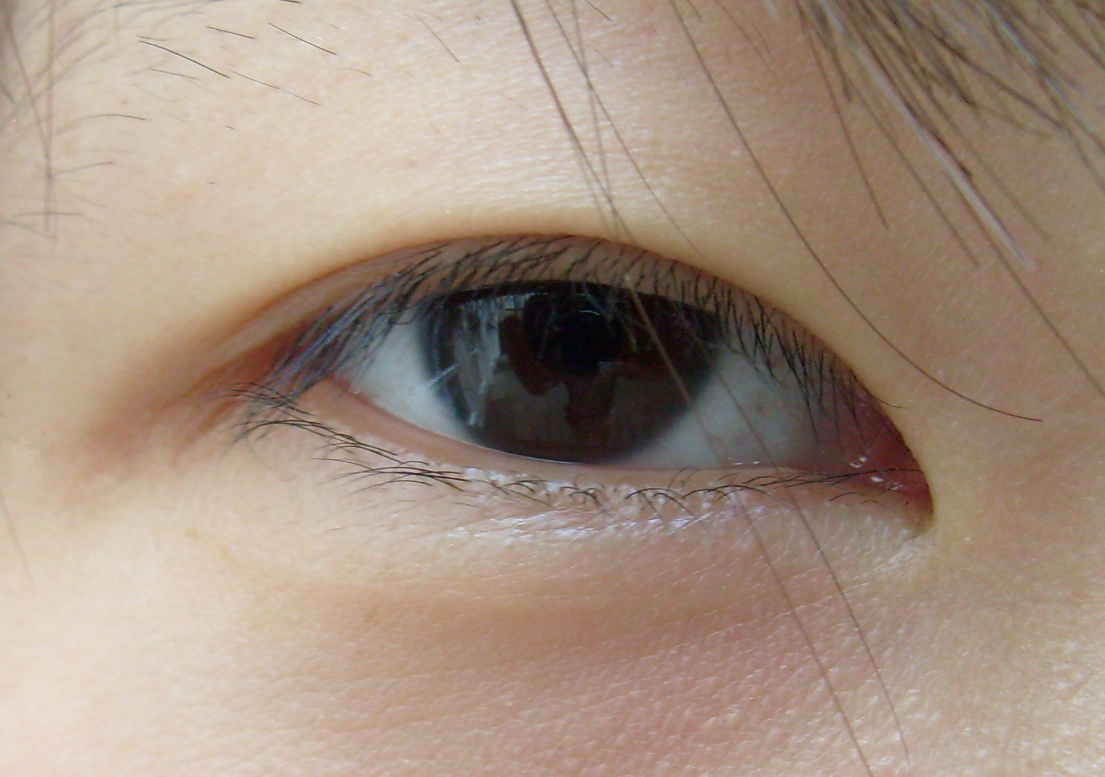
Oko ze zmarszczką nakątną

Epicanthus (zmarszczka nakątna oka) – pionowy fałd skórny zwykle pokrywający obydwa przynosowe kąty oka człowieka.

## Aspekt anatomiczny
Powieka górna (łac. palpebra superior) pokryta jest bardzo cienką skórą, pod którą leży część powiekowa mięśnia okrężnego oka. Następną warstwę tworzy tarczka (łac. tarsus superior) zbudowana z chrząstki włóknistej, tarczka usztywnia powiekę i nadaje jej kształt. Wyróżnia się dwie części powieki górnej – oczodołową (łac. pars orbitalis) i tarczkową (łac. pars tarsalis). Między oczodołową a tarczkową częścią powieki występuje rowek górny (łac. sulcus orbitalis superior). Na rowek nawisa fałd powiekowo-nosowy (łac. plica palpebronasalis).
Zmarszczka nakątna u Azjatów zaczyna się na krawędzi dolnej powieki i biegnie do góry ponad powieką górną. Przykrywa tarczkę i rozpoczyna się poniżej kąta przyśrodkowego (łac. anguli oculi medialis) szpary powiekowej, która jest wąska (pozioma lub esowata), zasłaniając kąt – jest to fałd przyśrodkowy (łac. epicanthus medialis) zwany też fałdą nakątną wewnętrzną (łac. epicanthus internus).

## Funkcja przystosowawcza
Silnie rozwinięta podściółka tłuszczowa chroni narząd łzowy i gałkę oczną przed zimnem, zaś wąska szpara oczna chroni siatkówkę oka przed rażącym blaskiem słońca.

## Występowanie fałdy nakątnej
- u rasy mongoloidalnej mocno rozwinięta przy poziomej szparze ocznej.
- u rasy arktycznej słabo rozwinięta lub może w ogóle nie występować.
- u rasy wyżynnej nie zawsze występuje, szpara oczna często esowata.
- u osób chorych na choroby genetyczne.

## Anomalie
Skośne ustawienie szpar powiekowych z obecnością zmarszczki nakątnej może być związane z anomalią rozwojową.
Obecność zmarszczki nakątnej może świadczyć o zahamowaniu wzrostu środkowej części twarzy.
Często występuje w zespołach następujących wad wrodzonych:
- zespół Downa
- zespół kociego krzyku
- alkoholowy zespół płodowy
- wcześniactwo
- zespół Klinefeltera
- zespół Turnera
- zespół Ehlersa-Danlosa
- chorzy z delecją krótkiego ramienia chromosomu 5 i 18 lub długiego ramienia chromosomu 13.

Spotykana jest także jako anomalia izolowana.